# Казимир Левицки
Казимир Василиевич Левицки (на руски: Казимир Васильевич Левицкий; на полски: Kazimierz Lewicki) е руски офицер, генерал-лейтенант. Участник в Руско-турската война (1877 – 1878).

## Биография
Казимир Левицки е роден през 1835 г. във Витебска губерния в семейството на потомствен дворянин от полски произход. Посвещава се на военното поприще. Завършва Полоцкия кадетски корпус и започва службата в лейбгвардейския Павловски пехотен полк (1853).
Завършва Николаевската военна академия на Генералния щаб на Руската армия в Санкт Петербург (1859). Там става член на Полския офицерски кръжок, конспиративна военна организация поставила си за цел борба с царизма. Впоследствие служи в Гвардейския корпус. Началник на щаба на 2-ра Гвардейска кавалерийска дивизия. Преподавател, професор по военна тактика в Николаевската военна академия от 1870 г. Член на Главния комитет по устройство на Руската армия. Повишен е във военно звание генерал-майор от 1877 г.
Участва в Руско-турската война (1877 – 1878). Назначен е за 1-ви помощник на началника на Полевия щаб генерал-лейтенант Артур Непокойчицки. Педантично участва в планирането на бойните действия и изпълнява предимно оперативни задачи. Участва във Военния съвет на Действуващата руска армия. На 1/13 септември 1877 г. след неуспешната трета атака на Плевен на Военен съвет, проведен на Царския хълм край село Гривица, генерал-майор Казимир Левицки решително отхвърля идеята за оттегляне от града. Заедно с военния министър, генерал-лейтенант Дмитрий Милютин, налагат решението за пълна блокада на Плевен. За участието си в обсадата на Плевен е награден с орден „Свети Георги“ IV ст. Участва в преговорите с представители на Османската империя и наред с генерал-лейтенант Артур Непокойчицки подписва Одринското примирие.
След войната продължава службата си в Руската армия. Генерален инспектор на кавалерията (1880). Командир на 1-ва кавалерийска дивизия (1885). Повишен е във военно звание генерал-лейтенант от 1886 г.